# پیبی سیبرت
رزماری پاتریشیا «پیبی» سیبرت (به انگلیسی: Rosemary Patricia "Pebe" Sebert/‎/ˈpiːbi ˈsɛbərt/‎PEE-bee SEB-ərt؛ زادهٔ ۱۷ مارس ۱۹۵۶) خواننده-ترانه‌پرداز اهل برنتوود، تنسی و نیز مادر خواننده-ترانه‌پرداز کشا می‌باشد.